# Circuit de freinage
Le circuit de freinage est l'ensemble des pièces reliées pour le freinage d'un véhicule.

## Types de circuits

### Circuit mécanique
Historiquement le circuit de freinage était mécanique :
ChariotLe frein des chariots consistait en patins de bois frottant sur le tour des roues en acier. Ces frein n’étaient efficaces que si la vitesse du chariot et la pente du terrain étaient faibles mais aussi à condition que le bandage en acier ne soit pas mouillé. Le tour de la route devait donc rester propre et sec, quel que soit le temps et le lieu, pour garder son efficacité ;
VéloHistoriquement, pour un vélo, le circuit est le plus souvent entièrement mécanique (traction d'un câble métallique) pour actionner des patins frottant sur la jante de la roue.
Depuis le début des années 2000, certains vélos, dont la plupart des VTT, utilisent des freins à disque, plus efficaces par temps de pluie, souvent actionnés par un circuit hydraulique,.
AutomobileLes anciennes automobiles utilisaient des commandes par câble qui ont été remplacées par un circuit hydraulique. Cependant la commande par câble existe encore souvent comme circuit de freinage secondaire (« frein de stationnement » ou de secours) de véhicules à moteur, bien que celui-ci soit de plus en plus remplacé par un système électrique.

### Circuit hydraulique
Pour une automobile ou une motocyclette moderne, le circuit principal (« frein de service ») est hydraulique. Sur une automobile il existe en fait deux circuits indépendants afin d'assurer une redondance en cas de défaillance de l'un. Le circuit est constitué, dans cet ordre de la commande à l'exécution, d'une pédale, d'un servo-frein, d'un maître-cylindre, de durits, et des freins eux-mêmes, à tambour ou à disque. 
Certains vélos de compétition disposent d'un circuit de freinage hydraulique qui assure une forte efficacité du freinage.
Un avion au sol utilise aussi un circuit de freinage hydraulique. Le freinage se fait alors sur les roues arrière, de 2 à 16.

### Circuit pneumatique
Sur les trains et les véhicules routiers lourds (camions, bus...), on trouve un circuit pneumatique terminé par un frein à air comprimé. Un compresseur mécanique envoie l'air dans un réservoir, puis, à l'action du conducteur ou pilote, dans les freins.

### Circuit électrique
Les circuits mécaniques, hydrauliques ou pneumatiques peuvent contenir des composants électriques (capteurs, électrovalves...). Mais le circuit peut être partiellement ou entièrement électrique (jusqu'à l'application d'une force mécanique ou magnétique dans les freins)[réf. nécessaire].